# Pawłowa (wieś w województwie podkarpackim)
Pawłowa – wieś w Polsce położona w województwie podkarpackim, w powiecie przeworskim, w gminie Adamówka.
W latach 1853–1975 miejscowość administracyjnie należała do powiatu jarosławskiego.
W latach 1975–1998 miejscowość położona była w województwie przemyskim.
We wsi znajduje się tartak zajmujący się obróbką drewna oraz produkcją palet drewnianych.

## Części wsi
| SIMC    | Nazwa        | Rodzaj      |
| ------- | ------------ | ----------- |
| 0598960 | Capłapy      | część wsi   |
| 0598977 | Pawłowa      | osada leśna |
| 0598983 | Pod Kotelnią | część wsi   |

## Historia
Pierwsze osadnictwo na tych ziemiach rozpoczęło się w XVIII wieku, a nazwa wsi według legendy pochodzi od imienia Pawła, który zarządzał tymi ziemiami, za czasów właścicieli Sieniawskich i Czartoryskich. Pawłowa była przysiółkiem Majdanu Sieniawskiego.
30 listopada 1896 roku Pawłowa z Krzywem i Capłapami została wyłączona z Majdanu Sieniawskiego, i utworzono samodzielną wieś Pawłowa.
W 1897 roku wybrano zwierzchność gminną, której naczelnikiem został Mikołaj Hetman. W 1902 roku miejscowość liczyła 598 mieszkańców w 104 domach. W 1921 roku w Pawłowej było 50 domów.
Miejscowość należała do rzymskokatolickiej i greckokatolickiej parafii w Majdanie Sieniawskim. W 1905 roku w Pawłowej było 187 grekokatolików. W 1938 roku w Pawłowej było 65 rzymsko-katolików. W 1939 roku w Pawłowej było 530 mieszkańców (w tym: 430 Ukraińców, 80 ukraińskojęzycznych rzymsko-katolików i 20 Żydów). W latach 1944–1947 nacjonaliści ukraińscy z OUN-UPA zamordowali tutaj 9 Polaków i 1 Ukraińca oraz 6 żołnierzy Wojska Polskiego. W kwietniu 1945 roku polscy partyzanci zamordowali 5 osób. W 1945 roku na Ukrainę wysiedlono 378 osób z 86 domów.
W 1908 roku powstała 1-klasowa szkoła ludowa.